# Isaiah Harris Hughes
Isaiah Harris Hughes (* 25. Dezember 1813 in Essex; † 24. Mai 1891) war ein englischer Zauberkünstler, auch bekannt unter dem Namen Fakir of Ava.
Er ging in die USA, wo er Zauberkünstler wurde und europäische Standardtricks vorführte. 1857 kam er auf die Idee, in seinen Vorstellungen Geschenke an sein Publikum zu verteilen, was den Zustrom vergrößerte. Um 1861 begann er Harry Kellar auszubilden.